# Dipartimento degli Altopiani
Il dipartimento degli Altopiani (in francese: département des Plateaux) è uno dei 10 dipartimenti della Repubblica del Congo. Situato nella parte centrale del paese, ha per capoluogo Djambala.
Confina a nord col dipartimento di Cuvette, a est con la Repubblica Democratica del Congo, a sud col dipartimento di Pool, a ovest con il Gabon e il dipartimento di Lékoumou e a nord-ovest con il dipartimento di Cuvette-Ovest.

## Suddivisioni
Il dipartimento è suddiviso in 11 distretti:
- Abala
- Allembé
- Djambala
- Gamboma
- Lékana
- Makotimpoko
- Mbon
- Mpouya
- Ngo
- Ollombo
- Ongogni